# Marta Pan
Marta Pan (Boedapest, 12 juni 1923 – Parijs, 14 oktober 2008) was een Franse beeldhouwster van Hongaarse afkomst.

## Leven en werk
Marta Pan heeft haar opleiding genoten aan de kunsthogeschool in Budapest. Zij is in 1947 naar Parijs verhuisd en heeft in 1952 de Franse nationaliteit aangenomen. In Parijs maakte zij kennis met Constantin Brâncuşi in diens atelier in de Impasse Ronsin, met Fernand Léger en met haar toekomstige echtgenoot, André Wogenscky, de naaste medewerker van Le Corbusier.
In 1952 introduceerde zij, tijdens haar eerste solotentoonstelling, haar cyclus Charnières, beelden gebaseerd op de thema's scharnierpunt en evenwicht. Haar sculpturen waren organische vormen, veelal van hout, gerelateerd aan de menselijke vorm. In 1956 presenteerde zij de beweeg- en draaibare sculptuur in twee delen Le Teck. De choreografen Maurice Béjart en Michèle Seigneuret lieten zich, getroffen door dit werk, inspireren tot hun gelijknamige ballet Le teck. De première van dit ballet vond plaats in de zomer van 1956 op het dak van de Unité d'Habitation, het nieuwe woongebouw van Le Corbusier in Marseille.

## Kröller-Müller Museum
Met Sculpture flottante (1960-1961), voor het beeldenpark van het Kröller-Müller Museum in Otterlo, heeft zij ook het ontwerp gemaakt voor de vijver, de gazons, de paden en de open plekken waar de andere beelden zouden worden opgesteld. In de opdracht aan Marta Pan moesten drie elementen met elkaar verbonden worden: museum, tuin en een vijver. Otterlo was haar eerste monumentale werk. Beweging is een essentieel onderdeel in het œuvre van Marta Pan. Een andere sculpture flottante heeft een plaats gevonden in het Central Park in New York.
Sinds haar eerste sculpture flottante heeft Marta Pan talrijke andere met de architectuur verbonden, monumentale sculpturen gerealiseerd voor de openbare ruimte, zoals La Perspective in het Parc des Sources de la Bièvre in Saint-Quentin-en-Yvelines (departement Yvelines).
Andere projecten werden verwezenlijkt in Europa, de Verenigde Staten, Japan, Libanon en Saoedi-Arabië.
Water speelt steeds een grote rol in haar werk, zoals bij de sculptures flottantes, murs d'eau en in 1986, op het domein Kerguéhennec in Bignau, een parcours flottant.
Marta Pan was zeer geïnteresseerd in de wisselwerking tussen architectuur en sculptuur en heeft dit geconcretiseerd in enkele werken, zoals de ingangen van het metrostation Auber in Parijs in 1972 en een muur van de Medische Faculteit Saint-Antoine. In 2007 heeft zij voor het Kröller-Müller Museum wederom een werk gemaakt: Amphithéâtre, in wit graniet uit de Tarn in Frankrijk.
Marta Pan leefde en werkte in Saint-Rémy-lès-Chevreuse, Frankrijk.

## Werken (selectie)
- Sculpture flottante (1959-1960) in het beeldenpark Kröller-Müller Museum, De Hoge Veluwe Nederland
- Grande Spirale (1960), Technische Universiteit Delft, Delft, Nederland
- Sculpture (1965), Museum of Contemporary Art, Skopje, Macedonië
- Sans titre (1967), Maison de la Culture de Grenoble in Grenoble, Frankrijk
- Le Labyrinth de Marta Pan (1974), Lycée Madame de Staël de Montluçon, Frankrijk
- Sapporo (1986), Sapporo Art Park in Sapporo, Japan
- Parcours flottant no. 1 et 2 (1986), Parc de Sculpture Domaine de Kerguéhennec, Bretagne, Frankrijk
- Scultura fluttuante Celle (1990), Beeldenpark Villa Celle, Italië
- Duna (1992) in het beeldenpark Musée de Grenoble, Frankrijk
- Sculpture flottante Trois Îles, Parc Central in Kirchberg, Luxemburg

## Fotogalerij

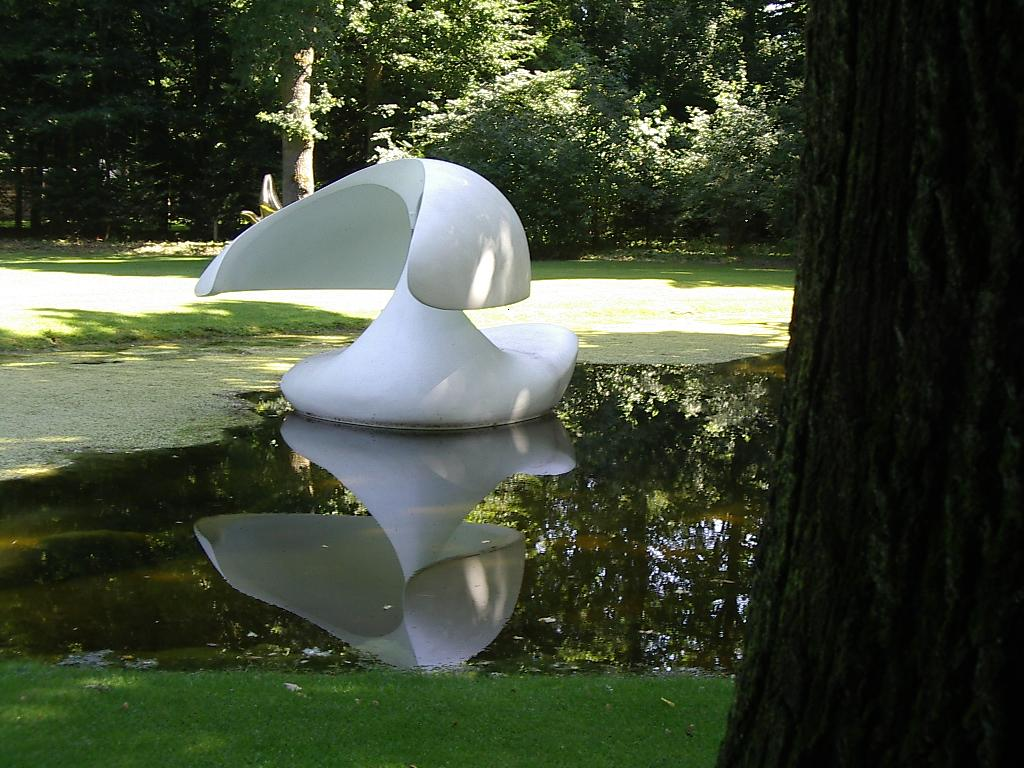
Sculpture flottante (1960-1961), Kröller-Müller Museum
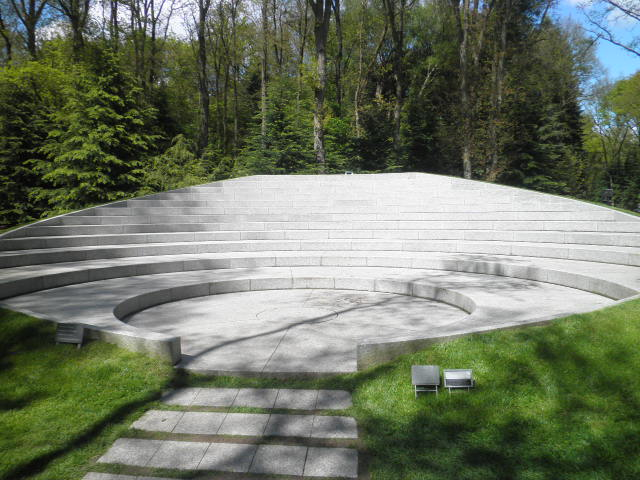
Amphithéâtre in het Kröller-Müller Museum